# Poul Jensen (calciatore 1899)
Poul Andreas Joachim Jensen (Copenaghen, 25 novembre 1899 – 12 ottobre 1991) è stato un calciatore danese, di ruolo centrocampista.

## Palmarès
- Campionato danese: 4

B93: 1915-16, 1926-27, 1928-29 e 1929-30